# Hříškov
Hříškov település Csehországban, Lounyi járásban. Hříškov Smolnice, Vinařice, Žerotín, Nová Ves, Toužetín és Panenský Týnec településekkel határos. Lakosainak száma 396 fő (2024. január 1.).

## Népesség
A település lakosságának változását az alábbi diagram mutatja:
| Lakosok száma | 993  | 956  | 935  | 637  | 458  | 347  | 391  | 411  | 402  | 396  |
|               | 1869 | 1890 | 1921 | 1950 | 1980 | 2001 | 2017 | 2019 | 2022 | 2024 |